# Islas Routan
Las Islas Routan (en ruso: острова Роутан, ostrova Routan) son dos islas en el mar de Siberia Oriental, Rusia. Administrativamente pertenecen al distrito Cháunski del Distrito autónomo de Chukotka.
Las islas fueron descubiertas y cartografiadas en 1821 por la expedición dirigida por Ferdinand von Wrangel.

## Geografía

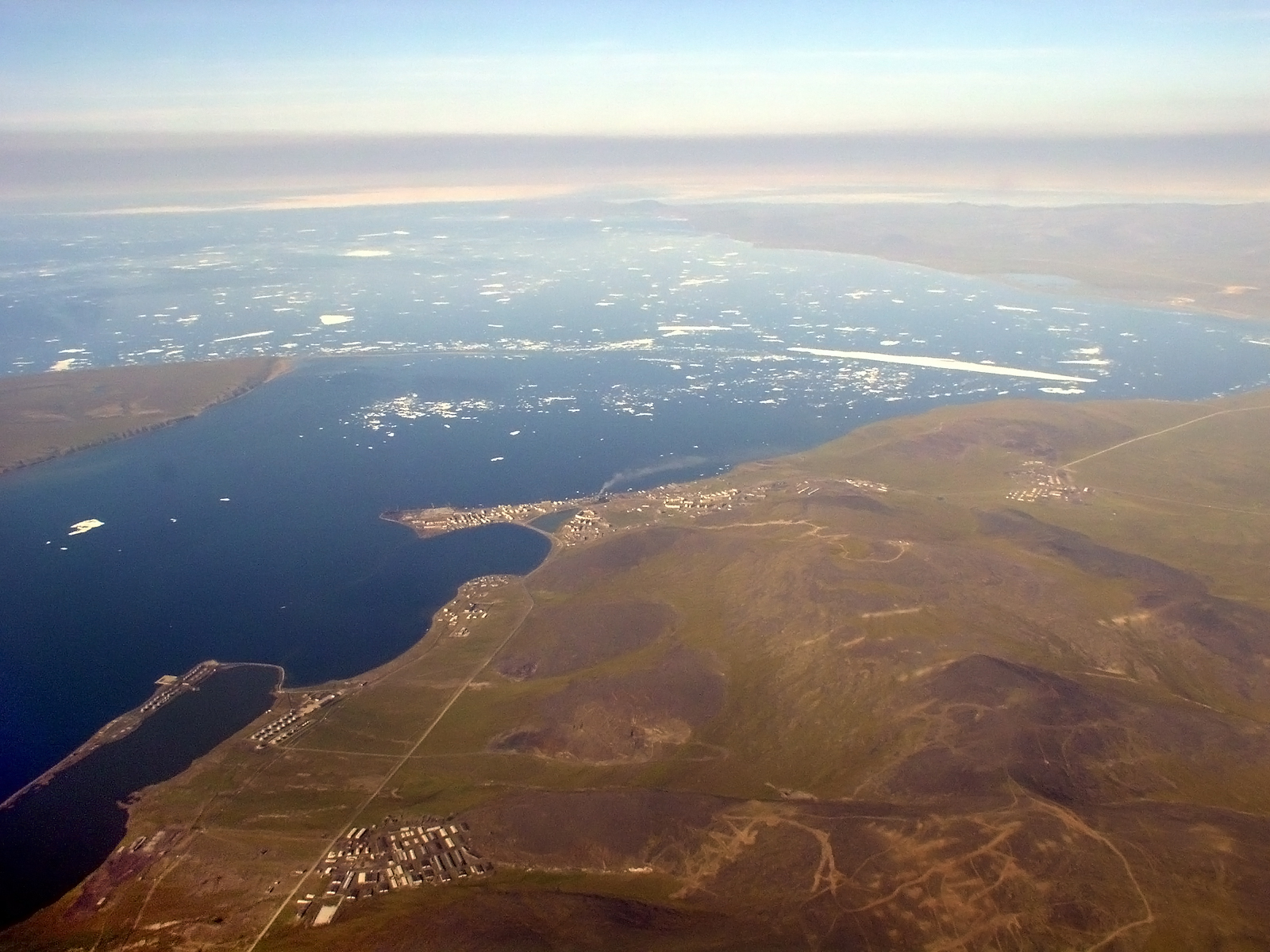
El estrecho frente a Pevek y parte del Gran Routan (izquierda).

Las islas están ubicadas en el canal (Средний пролив) que conduce a la bahía Cháunskaya (Чаунская губа), frente a la ciudad de Pevek y están separadas del continente por el estrecho de Pevek (пролив Певек), de 4,7 kilómetros de ancho. Al oeste, a 24 km, en el lado opuesto, está la  isla Ayón.
- La isla Bolshói Routan, es decir, la Gran Routan (остров Большой Роутан), tiene forma triangular, mide 9,5 kilómetros de largo y 4,5 de ancho, con una altura de 79 metros;[1] hay varios lagos, siendo los más grandes Krúgloe y Vodovóznoe. En la isla hay una pequeña estación ártica[1] y una baliza en el extremo este.[1]
- La Isla Maly Routan, la Pequeña Routan (остров Малый Роутан), tiene solo 1,3 kilómetros de largo y se encuentra a 1 al oeste del extremo sur de Bol'šoj Routan.